# Цибульская Горка
Цибульская Горка (карел. Gorka) — деревня в Вышневолоцком городском округе Тверской области.

## География
Находится в центральной части Тверской области на расстоянии приблизительно 23 км по прямой на восток от города Вышний Волочёк.

## История
По местным данным, известна с XVI века. Рядом с деревней было расположено имение героя войны 1812 года генерал-майора Ивана Денисовича Цыбульского. Население составляли в основном карелы. Была отмечена на карте 1825 года. В 1859 году здесь (деревня Вышневолоцкого уезда) было учтено 11 дворов. До 2019 года входила в состав ныне упразднённого Дятловского сельского поселения Вышневолоцкого муниципального района.

## Население
Численность населения составляла 90 человек (1859 год), 19 (русские 100 %) в 2002 году, 19 в 2010.